# Port Adriano
Port Adriano désigne le port du village majorquin d'El Toro, situé sur la côte sud-ouest de l'île de Majorque, dans l'archipel des îles Baléares.
Au bord de la Mer des Baléares, il est administrativement attaché à la commune de Calvià.
Créé en 1974, étendu en 2012, il doit son design à Philippe Starck ; il accueille des bateaux de luxe, au côté d'un port de plaisance traditionnel.

## Géographie

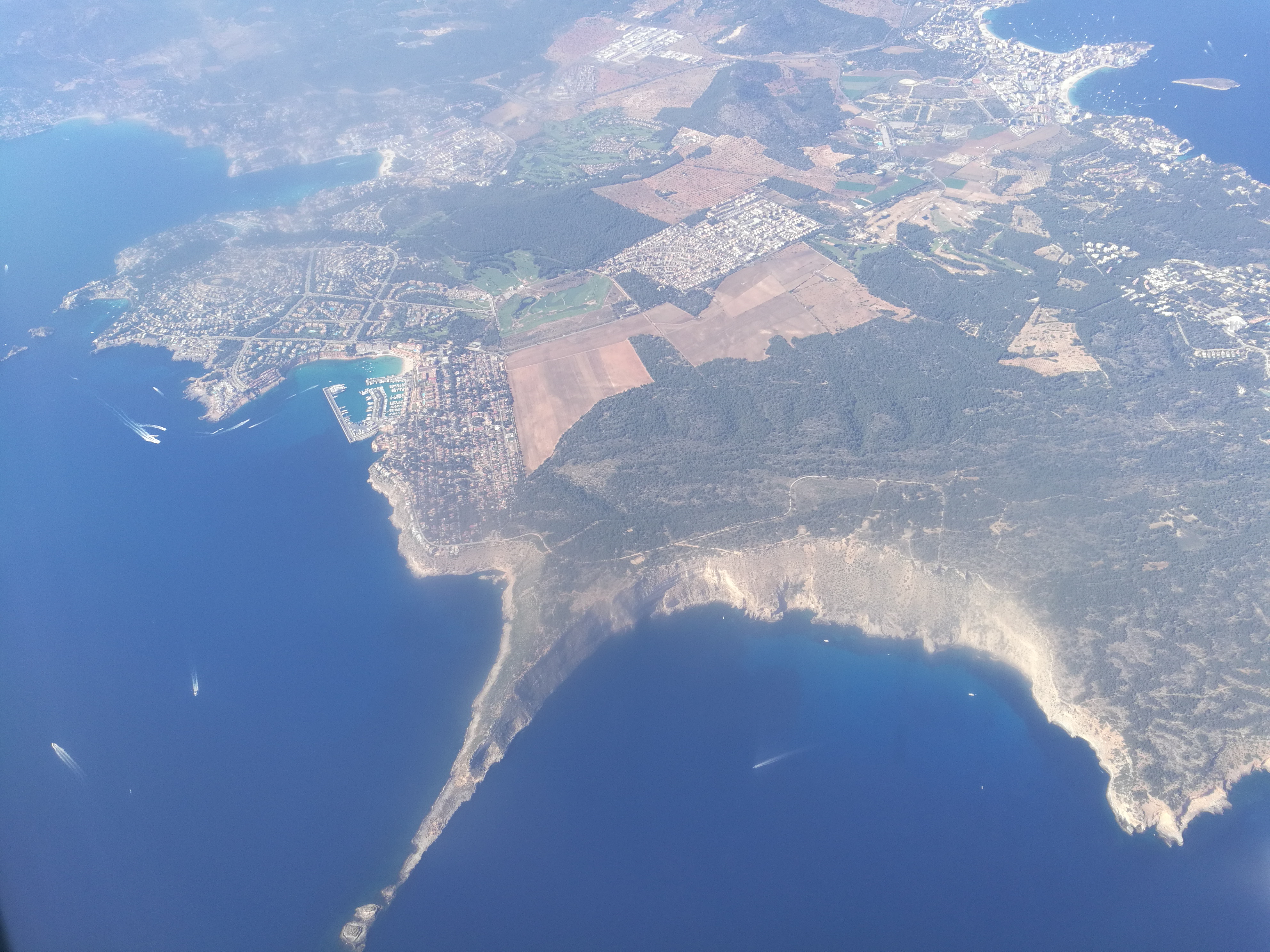
Vue aérienne du Port Adriano et du village d'El Toro, Mayorque, Baléares, Espagne. Juin 2017.

Port Adriano est situé sur la côte sud-ouest de l'île de Majorque, aux Baléares, à vingt-et-un kilomètres de sa capitale, Palma.
Il est bordé, au nord, par les îles Malgrats, réserve marine, puis par le port et le village de Santa Ponça et au sud, par une importante zone de pinède non urbanisée, qui entoure l’ilot El Toro, qui donne son nom au village dont Port Adriano est le port. Cette ancienne zone militaire d'artillerie côtière, délaissée vers 2005, se prolonge jusqu'au Phare de Cala Figuera, puis jusqu'à la petite urbanisation de Portals Vells, relayée ensuite par les constructions intensives de Palmanova.
El Toro présente l'un des points remarquables au sud-ouest de l'entrée dans la baie de Palma ; l'autre étant situé au sud-est, avec la pointe et le Phare de Cabo Blanco. Autour de l’ilot, à proximité de la côte, la profondeur peut atteindre quarante mètres. Au-delà, en direction du large, le fond plonge rapidement vers une fosse marine.
Le port se niche dans la côte orientée pratiquement Nord/Sud, à l'est de l'anse nommée Cala de ses Penyes Rotges, en raison de la couleur rouge de la roche locale. Le village s'étend selon le même axe, avec une série de rues parallèles, entrecoupées d'autres parallèles orientées Est/Ouest. Il est limité, au Nord, par la route côtière qui va de Santa Ponsa à Palma, en longeant Palmanova. Au sud, il est bordé par la pinède, puis par une frange côtière élevée.
La Carrer Gran Via forme la rue principale du village d'El Toro. Elle permet l'accès au port par la Carrer Platja, qui conduit également à la plage de sable.
La montagne Puig de Galatzó, sommet de plus de mille mètres notable de la partie ouest de la Tramuntana est très visible depuis le village et le port d'El Toro.

## Toponymie

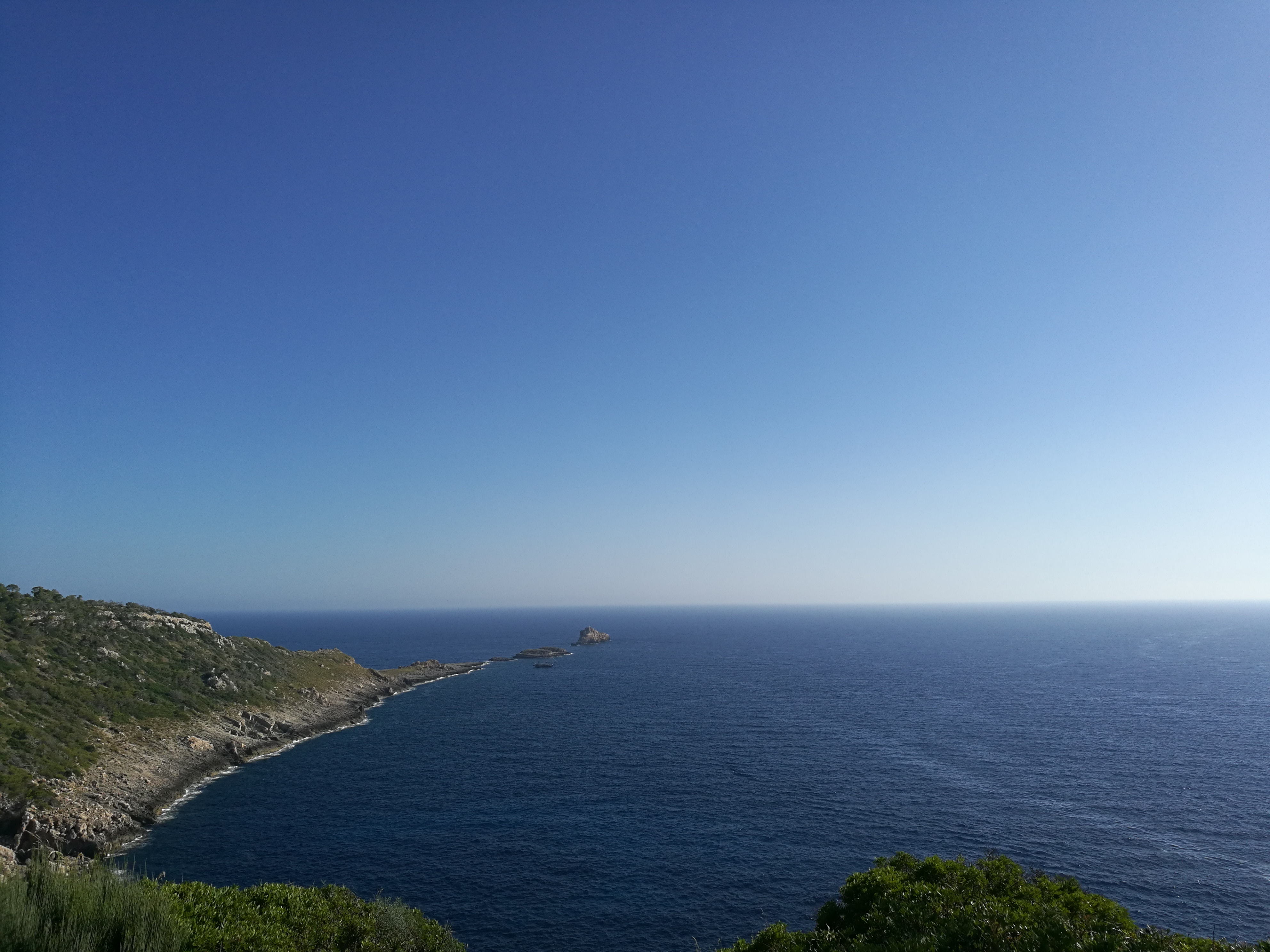
Vue de l'îlot d'El Toro, donnant son nom au village éponyme.

L’îlot caractéristique d'El Toro tire son nom de la forme de tête de taureau qu'il présente sous certains angles de vue.
Il donne son nom au village d'El Toro. Autrefois port du Taureau, Puerto d'El Toro, le port a été renommé Port Adriano en 2012, lors de son extension.

## Histoire
Le Puig de sa Morisca à Santa Ponça ou encore les ruines talayotiques de Son Ferrer, deux sites proches, attestent de l'occupation très ancienne de cette portion de rivage majorquin. Les Phéniciens investissent très tôt le port naturel de Santa Ponsa et de Sa Caleta de Santa Ponsa. Ceux-ci établissent les sites du Puig de sa Morisca, entre les actuels villages de Santa Ponsa et d'El Toro (avec ceux d'Es Trenc, où ils exploitent les salines, et de Colonia de Sant Jordi).
L'Histoire récente du village d'El Toro est attachée à l'importante installation militaire, qui prend son emprise sur une très vaste pinède, au sud du village, dans les années trente. En 1940, le Regimiento de Artillería de Costa no 5 installe ses batteries de canons côtiers E-1 (banco de Ibiza), E-2 sur le site de Refeubetx et E-3 (Cala Figuera).
Le premier port de plaisance s'établit en 1974. La zone maritime autour d'El Toro est classée parmi les principales réserves naturelles de Majorque.

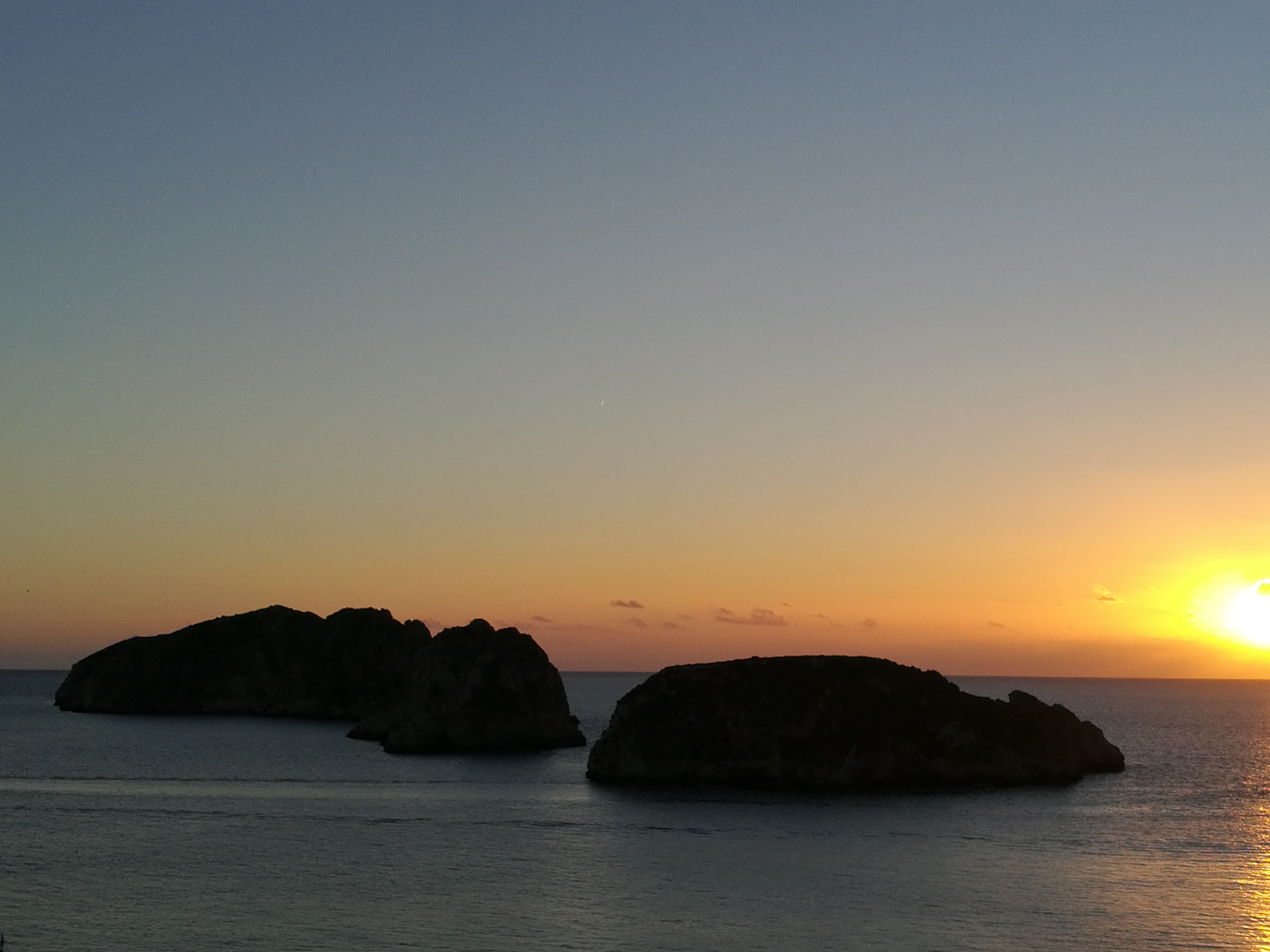
Îles Malgrats, entre Port Adriano et Santa Ponsa

A l'ouest, les îles Malgrats forment une autre réserve marine protégée.
L'extension constituée par le port de bateaux de luxe, avec une cinquantaine d'amarres, un bâtiment comportant une cinquantaine de boutiques et un parking souterrain, débute en 2008 pour être inaugurée en 2012.

## Politique et administration
Port Adriano et son village d'El Toro font partie de la vaste municipalité de Calvià.
L'installation portuaire elle-même est propriété de la société espagnole Ocibar. Le capital de cette dernière comprend une forte participation minoritaire de la holding Financiera Alba, via Deya Capital.

## Équipements et services
Doté d'un brise-lame orienté nord-sud, le port offre au total cinq cents amarres, dont quatre-vingt deux prévues pour des gros yachts.
Il accueille une école de plongée et de voile.
Un hôtel domine le port.
Le village d'El Toro comporte des commerces et des restaurants.

## Nuisances, critiques et pollutions
L'extension d'installations portuaires de grandes dimensions, entre deux zones maritimes protégées, le long d'une côte majorquine connaissant déjà des altérations sérieuses par endroits, pose en enjeu environnemental certain.
Par moments, la mer des Baléares est atteinte, depuis 2015, de marées ou soupes de plastique provenant, selon les courants et les vents, de la côte méditerranéenne africaine, notamment d'Algérie.
Ces questions environnementales, tant du point de vue de leur prévention que leur traitement, sont très mal prises en considération par les Pouvoirs publics majorquins ou insulaires, au-delà d'actions symboliques,.
Le Port Adriano est également le siège d'une forte pollution sonore : au lieu d'installer le chantier naval à l'écart du port, ce chantier se trouve directement sur place. Restaurants et boutiques peuvent montrer de même un niveau de pollution sonore notable.
Enfin, les installations, éclairées de nuit, provoquent une pollution lumineuse.